# Cyrtognatha globosa
Cyrtognatha globosa är en spindelart som beskrevs av Alexander Petrunkevitch 1925. Cyrtognatha globosa ingår i släktet Cyrtognatha och familjen käkspindlar.
Artens utbredningsområde är Panama. Inga underarter finns listade i Catalogue of Life.